# Nina Sublatti
Nina Sulaberidze (Georgisch: ნინა სულაბერიძე) (Moskou, 31 januari 1995) beter bekend onder haar artiestennaam Nina Sublatti (Georgisch: ნინა სუბლატი) is een Georgisch zangeres.

## Biografie
Sublatti werd op 31 januari 1995 geboren in de Russische hoofdstad Moskou. Haar Georgische ouders besloten na haar geboorte terug te keren naar Georgië. Op zeventienjarige leeftijd nam ze deel aan de Georgische versie van Pop Idol. Ze won deze talentenjacht, wat het begin van haar carrière betekende. In december 2014 raakte bekend dat ze deelnam aan de Georgische preselectie voor het Eurovisiesongfestival. Met het nummer Warrior won ze deze preselectie, waardoor ze Georgië mocht vertegenwoordigen op het Eurovisiesongfestival 2015 in de Oostenrijkse hoofdstad Wenen. Ze haalde er de finale mee en bereikte daarin de 11de plaats. In 2016 heeft ze de Georgische punten voorgelezen op het Eurovisiesongfestival 2016 in Stockholm.
2007: Sopho Chalvasji · 
2008: Diana Goertskaja · 
2010: Sopho Nizjaradze · 
2011: Eldrine · 
2012: Anri Dzjochadze · 
2013: Sopho Gelovani & Nodiko Tatisjvili · 
2014: The Shin & Mariko Ebralidze · 
2015: Nina Sublatti · 
2016: Nika Kocharov & Young Georgian Lolitaz · 
2017: Tako Gatsjetsjiladze · 
2018: Ethno-Jazz Band Iriao · 
2019: Oto Nemsadze · 
2021: Tornike Kipiani · 
2022: Circus Mircus · 
2023: Iru Chetsjanovi · 
2024: Noetsa Boezaladze · 
2025: Mariam Sjengelia
- Gemeinsame Normdatei: 1191322378
- International Standard Name Identifier: 0000 0004 6278 981X
- MusicBrainz: 9dd99a09-eb41-4f31-a81d-6c4a31078952
- Virtual International Authority File: 3854156434633112120001